# さよなら絶望先生 (アニメ)
『さよなら絶望先生』（さよならぜつぼうせんせい）は、久米田康治の漫画『さよなら絶望先生』を原作とした一連のアニメシリーズ。
本稿で解説する作品は以下の通り。また、状況に応じて以下の略号を用いる。
- テレビアニメ
  - さよなら絶望先生（第一期）
  - 【俗・】さよなら絶望先生（第二期）　
  - 【懺・】さよなら絶望先生（第三期）
- OAD（OVA）
  - 【獄・】さよなら絶望先生（第二・五期）
  - 【懺・】さよなら絶望先生 番外地（第三・五期）

## 概要
『週刊少年マガジン』連載の漫画『さよなら絶望先生』を原作としたアニメシリーズ。コンセプトとしては「学園ブラックコメディー」と称されている。アニメーション制作はシャフトが担当し、2007年にテレビシリーズ第1作がアニメ化されてから現在までの時点でテレビシリーズが3作、OVAが2作製作されている。
監督の新房昭之曰く『パタリロ!』をやっていた時代の東映動画を意識したという。
テレビシリーズはチバテレビなどの独立U局などで放映された。OVAは受注限定生産方式のDVDで講談社によりOAD（オリジナル・アニメーション・DVD）という呼称がつけられ、OVA第1作の中巻以外はいずれも原作単行本の初回限定版に付属となっている。

## シリーズ作品
さよなら絶望先生
チバテレビなどの独立U局をはじめとした7局及びCS局のキッズステーションにて、2007年7月から9月まで放送され、2008年1月から4月まで鹿児島テレビで放送された。全十二話で、UHFアニメにあたる。
担当声優の発表は、原作本編（九十七話）において登場人物と共に声優名を表記するという珍しい形式で行われた。
【俗・】さよなら絶望先生

テレビアニメ第二期シリーズにあたる。「俗」は"ぞく"と読む。2008年1月から3月までチバテレビほか独立U局とキッズステーションと、新たにBS11デジタルで放送された。全十三話。
【獄・】さよなら絶望先生
受注限定生産のOAD。通称「第二・五期」。「獄」は"ごく"と読む。
スタッフや構成などは第二期と概ね同じだが、久米田の過去作品のネタを盛り込むなど、原作ファンが楽しめる要素を多く取り入れている。また、作画を原作により近づける、木津千里のセリフの句読点の表現方法など、第三期に向けた過渡期的な特徴が見られる。オープニングの映像は上・註・下それぞれで劇団イヌカレーによって大幅に手が加えられており、上のエンディングにも細かな変更がある。
【懺・】さよなら絶望先生
テレビアニメ第三期シリーズにあたる。「懺」は"ざん"と読む。2009年7月から9月までU局とBS11、AT-Xにて放送された。全十三話。ハイビジョン製作。放送終了後の同年10月31日には日比谷野外大音楽堂にて、さよなら絶望先生 大槻ケンヂと絶望少女達「絶望葬会in日比谷野音」が開催された。その模様はテレビ東京系のアニソ〜ンぷらすの中で紹介され、出演者のインタビューなども放送されたほか、第三期公式サイトの「裏」で公開されている「絶望葬会レポート」でも見ることができる。
【懺・】さよなら絶望先生 番外地
第三期TVシリーズの続編となるOADシリーズ第2弾。全2巻。受注限定生産のOAD。通称「第三・五期」。
前回のOADシリーズと同じく、オープニングには劇団イヌカレーによって手が加えられている。またアバンタイトルにはTVシリーズと同じく斎藤千和によって単行本の「前巻までのあらすじ」が朗読されている。本編終了後には今回のOADでは「絶望先生えかきうた」ではなく、第十七集から始まった「絶望名画座」が収録されている。

## テレビシリーズ解説

### 第一期
声優の人選、静止画やアイキャッチの多用、パロディの多用、黒板への書き込みネタ（本作では久米田も参加）など、『ぱにぽにだっしゅ！』以降定番化したシャフト・新房昭之作品の特徴が本作でも見受けられる。龍輪直征などアニメスタッフに原作ファンがいることもあって、原作の和風レトロな雰囲気を壊さないように配慮がなされた。例えば、字幕を漢字カタカナ交じり文で表記する、劇中の様々なパロディのなかに昭和の番組・CMのパロディを取り入れるなど。またアイキャッチや背景で、久米田作品の名物アシスタント・前田君の顔写真が多用された（顔写真は公式サイトで公開されている）。
その一方で、一部のきわどい時事ネタの削除・改変やストーリー展開の変更（原作複数話を一つの話に集約させる、「取材のため休み」のような漫画的表現をアニメでも不自然にならない演出に改変するなど）があったほか、多くのキャラクターを登場させるために原作一話時点で未登場の人物（原作十話までは不登校だった日塔奈美など）をアニメでは第一話から登場させたり、原作で出番の少ない小森霧と新井智恵をアイキャッチなどで多く登場させたりした。本編終了後に「次回予告」はなく、エンドカード（久米田と交流もしくは関わりのある漫画家の書き下ろし）を用いている。
オープニングは、第一話から第三話は白黒を基調とする暫定版。第四話以降カストリ雑誌風のエロチックな正式版となる（途中には久米田の「遺影」を挿入）。第十話と第十一話でサブオープニングを挟み、最終回では再び暫定版に戻された。

### 第二期
第一期を基にしているものの、原作により忠実な形に編集を加えた総集編『さよなら絶望先生 序〜絶望少女撰集〜』の続編として制作されたこともあり、第一期とは異なる点が幾つかある。第一話・第十一話を除いて、原作3本（アニメオリジナルが入ることもある）をAパート・Bパート・Cパートに盛り込む三部構成となった。
第一期でカットされた原作十話の奈美初登場エピソードを第一話で行い、放送しづらいネタも削除・改変せずに自主規制音でごまかすなど、第一期よりも原作に忠実となっている。スタッフロールには「東富耶子」（とうふやし・「シャフト」の逆さ読み）という架空のスタッフ名が表記されているが、各話の構成・脚本はシリーズ構成の小黒祐一郎が担当している。原作から取り上げられるエピソードの順番はバラバラで、作中で流れる時間は第一期のような時系列順ではなくなった（例えば第二話では七月→三月→五月）。その一方で、セリフをすべて架空の言語で収録する、様々なアニメ手法を取り入れるなど、毎話いずれかのパートで実験的な演出が行われた。
オープニングは、第一話と第二話は暫定版で、第三話以降『解体新書』の図版をモチーフとするグロテスクな正式版となる。回が進むごとに微妙な変化とシミやフィルムの傷などが加えられた。エンディングは、第七話から第十話のエンディングのほかは本編と全く違う演出がなされ、第一話から第六話は少女漫画風（九条キヨ調）、第十一話から第十三話はアメコミ風（マイク・ミニョーラ調）になっている。本編終了後は、単行本の「絶望文学集」を出演声優の一人が朗読した（第十話のみ水島大宙と上田陽司の二人による二部構成）。
第二期公式サイトの「裏」にはオリジナルゲーム「ペリー叩き」が存在する。

### 第三期
第一期が二部構成、第二期が三部構成だったのに対し、第三期は基本的に、A - Cパートの内1パートをパート1とパート2の二話分に分けて放送するという二・五部構成となっている。
原作準拠が徹底され、第一期、第二期よりも作画が原作に近くなっている。他にも、独特の擬音を声優陣に実際に読ませる、句読点を欠かさない千里の台詞では画面端に逐次句読点を表示させるなどの演出が行われた。また、作品の持ち味である時事ネタの鮮度を損なわないようにするため、雑誌掲載から間もない単行本未収録のエピソードが数本アニメ化された。一方で、アニメ化していない話のキャラクターや設定も、説明なく登場した。
アバンタイトルには斎藤千和によって単行本の「前巻までのあらすじ」（第二集以降）が毎回声音を変えて朗読された。本編終了後にはキャラクター2人ずつによる「絶望先生えかきうた」があり、キャラクターの担当声優による絵が披露された。
オープニングは第二話まで、これまでのアニメシリーズの画像を使用した暫定版で、第三話から宇宙をモチーフとする正規版（途中、劇団「天井桟敷」にちなむイラストを挿入）となり、何度か演出の細かな変更が行われた。
エンディングは、第一話から第九話までと最終回ではへ組生徒の夜の一コマを描くもの、第十話から第十二話は望ら教員の酒場での一コマを描くものだった。

## 主な声の出演
さよなら絶望先生の登場人物も参照。
- 糸色望 - 神谷浩史[2]
- 風浦可符香 - 野中藍[2]
- 木津千里 - 井上麻里奈[2]
- 小森霧 - 谷井あすか[2]
- 常月まとい - 真田アサミ[2]
- 木村カエレ - 小林ゆう[2]
- 関内・マリア・太郎 - 沢城みゆき[2]
- 小節あびる - 後藤邑子[2]
- 日塔奈美 - 新谷良子[2]
- 藤吉晴美 - 松来未祐[2]
- 音無芽留 - 斎藤千和[2][注 7]（第二期六話Bパート、第三期）

## スタッフ
テレビシリーズのスタッフを主に記載している。基本的にOAD第1作（第二・五期）は第二期のスタッフが、OAD第2作（第三・五期）は第三期のスタッフがほぼそのままスライド登板している。
|                                   | 第一期                                                      | 第二期                                                      | 第三期                                                                |
| --------------------------------- | ----------------------------------------------------------- | ----------------------------------------------------------- | --------------------------------------------------------------------- |
| 原作                              | 久米田康治                                                  | 久米田康治                                                  | 久米田康治                                                            |
| 監督                              | 新房昭之                                                    | 新房昭之                                                    | 新房昭之                                                              |
| 副監督                            | 龍輪直征                                                    | 龍輪直征                                                    | 龍輪直征                                                              |
| チーフ演出                        | N/A                                                         | 宮本幸裕                                                    | 宮本幸裕                                                              |
| シリーズ構成                      | 金巻兼一                                                    | 小黒祐一郎                                                  | 新房昭之、東富耶子                                                    |
| キャラクターデザイン ・総作画監督 | 守岡英行                                                    | 守岡英行                                                    | 守岡英行                                                              |
| 総作画監督                        | 山村洋貴                                                    | 山村洋貴                                                    | 山村洋貴                                                              |
| 総作画監督                        | 伊藤良明                                                    | N/A                                                         | N/A                                                                   |
| 美術監督                          | 加藤浩                                                      | 栫ヒロツグ                                                  | 飯島寿治                                                              |
| 色彩設計                          | 滝沢いづみ                                                  | 滝沢いづみ                                                  | 滝沢いづみ                                                            |
| 撮影監督                          | 江上怜                                                      | 江上怜                                                      | 内村祥平                                                              |
| 編集                              | 関一彦                                                      | 関一彦                                                      | 関一彦                                                                |
| 音響監督                          | 亀山俊樹                                                    | 亀山俊樹                                                    | 亀山俊樹                                                              |
| 音楽                              | 長谷川智樹                                                  | 長谷川智樹                                                  | 長谷川智樹                                                            |
| 音楽制作                          | スターチャイルドレコード                                    | スターチャイルドレコード                                    | スターチャイルドレコード                                              |
| プロデューサー                    | 森山敦                                                      | 森山敦                                                      | 宮本純乃介                                                            |
| アニメーション プロデューサー     | 久保田光俊                                                  | 久保田光俊                                                  | 久保田光俊                                                            |
| アニメーション制作                | シャフト                                                    | シャフト                                                    | シャフト                                                              |
| 製作                              | さよなら絶望先生 製作委員会 獄・さよなら絶望先生 製作委員会 | さよなら絶望先生 製作委員会 獄・さよなら絶望先生 製作委員会 | 懺・さよなら絶望先生 製作委員会 懺・さよなら絶望先生番外地 製作委員会 |

## 主題歌・挿入歌
オープニング、エンディングはそれぞれOP、EDと表記。
さよなら絶望先生
- 「人として軸がぶれている」（OP）（第1話 - 第9話、第12話）
  - 作詞 - 大槻ケンヂ / 作曲・編曲 - NARASAKI
  - 歌 - 大槻ケンヂと絶望少女達（風浦可符香、木津千里、木村カエレ、関内・マリア・太郎、日塔奈美）
  - 演奏 - 特撮（ギター - NARASAKI / ピアノ - 三柴理 / ドラムス - ARIMASTU / ベース - 高橋竜）
- 「強引niマイYeah〜」（OP）（第10話、第11話）
  - 作詞 - 村野直球 / 作曲・編曲 - 川田瑠夏
  - 歌 - 絶望少女達（風浦可符香、木津千里、木村カエレ、日塔奈美）
  - ギター - 宅見将典 / トランペット - エリック宮城 / トロンボーン - 中川英二郎 / サックス - 近藤和彦
  - 「人として軸がぶれている」のカップリング曲。
- 「絶世美人」（ED）（第1話 - 第12話）
  - 作詞 - 只野菜摘 / 作曲・編曲 - 橋本由香利
  - 歌 - 絶望少女達（風浦可符香、木津千里、木村カエレ、日塔奈美）
  - ギター - 名越由貴夫 / ベース - 渡辺等 / ドラム - 田中ゲンショウ

【俗・】さよなら絶望先生
- 「空想ルンバ」（OP）（第1話 - 第6話、第8話 - 第10話、第12話、第13話）
  - 作詞 - 大槻ケンヂ / 作曲・編曲 - NARASAKI
  - 歌 - 大槻ケンヂと絶望少女達（風浦可符香、木津千里、木村カエレ、関内・マリア・太郎、日塔奈美）
  - 演奏 - 特撮（ギター - NARASAKI / ピアノ - 三柴理 / ドラムス - ARIMASTU / ベース - 高橋竜）
- 「リリキュアGO!GO!」（OP）（第7話）
  - 作詞 - うらん / 作曲・編曲 - 大久保薫
  - 歌 - イヤボン戦士リリキュア（カフカ・キッチリ・普通[注 11]）
  - 『絶望大殺界』収録。
- 「恋路ロマネスク」（ED）（第1話 - 第6話）
  - 作詞 - 村野直球 / 作曲・編曲 - 橋本由香利
  - 歌 - 絶望少女達（小森霧、常月まとい、小節あびる、藤吉晴美）
  - ギター - 西川進 / ベース - 沖山優司 / ドラムス - 宮田繁男 / コーラス - Nikki Condos
  - 「空想ルンバ」のカップリング曲。
- 「マリオネット」（ED）（第7話 - 第9話）
  - 作詞 - ROLLY / 作曲 - ROLLY、長谷川智樹 / 編曲 - 長谷川智樹
  - 歌 - ROLLYと絶望少女達（小森霧、常月まとい、関内・マリア・太郎、小節あびる、藤吉晴美）
  - キーボード - 長谷川智樹 / ギター - 長谷川智樹、ROOLY / ベース - 佐藤研二 / ドラムス - 高橋Roger和久 / コーラス - Nikki Condos
- 「オマモリ」（ED）（第10話 - 第13話）
  - 作詞 - 只野菜摘 / 作曲・編曲 - 川田瑠夏
  - 歌 - 絶望少女達（風浦可符香、木津千里、木村カエレ、日塔奈美）
  - 「マリオネット」のカップリング曲。
- 「トロイメライ」（第一話Bパート挿入歌）
  - 作詞 - 久米田康治 / 作曲 - ロベルト・シューマン
  - 歌 - 風浦可符香
  - 『俗・絶望劇伴撰集』収録。
- 「完璧艦隊の歌」（第二話Cパート挿入歌）
  - 作詞 - 只野菜摘 / 作曲・編曲 - 長谷川智樹
  - 歌 - 完璧艦隊乗組員
  - 『俗・絶望劇伴撰集』収録。
- 「主人公」（第三話Aパート挿入歌）
  - 作詞 - 只野菜摘 / 作曲・編曲 - 川田瑠夏
  - 歌 - 日塔奈美
  - 『絶望歌謡大全集』収録。
- 「絶望音頭」（第七話Bパート挿入歌）
  - 作詞 - 久米田康治 / 作曲 - 長谷川智樹
  - 歌 - 糸色望
  - 『俗・絶望劇伴撰集』収録。
- 「絶望先生えかきうた」（第七話Bパート挿入歌）
  - 作詞 - 久米田康治 / 作曲 - 長谷川智樹
  - 歌 - 木津千里、久藤准
  - 『俗・絶望劇伴撰集』収録。

【獄・】さよなら絶望先生
- 「空想ルンバ」（上、註OP）
  - 歌 - 大槻ケンヂと絶望少女達（風浦可符香、木津千里、木村カエレ、関内・マリア・太郎、日塔奈美） / 作詞 - 大槻ケンヂ / 作曲・編曲 - NARASAKI
- 「空想ルンバらっぷ」（下OP）
  - 歌 - 大槻ケンヂと絶望少女達 feat.らっぷびと / 作詞 - 大槻ケンヂ、らっぷびと / 作曲 - NARASAKI、らっぷびと / 編曲 - NARASAKI
  - 『かくれんぼか鬼ごっこよ』収録。
- 「マリオネット」（上ED）
  - 歌 - ROLLYと絶望少女達（小森霧、常月まとい、関内・マリア・太郎、小節あびる、藤吉晴美） / 作詞 - ROLLY / 作曲 - ROLLY / 長谷川智樹 / 編曲 - 長谷川智樹
- 「オマモリ」（註、下ED）
  - 歌 - 絶望少女達（風浦可符香、木津千里、木村カエレ、日塔奈美） / 作詞 - 只野菜摘 / 作曲・編曲 - 川田瑠夏
  - 「マリオネット」のカップリング曲。
- 「絶望先生えかきうた」（上挿入歌）
  - 作詞 - 久米田康治 / 作曲 - 長谷川智樹
  - 歌 - 日塔奈美、風浦可符香
  - 『俗・絶望劇伴撰集』収録。

【懺・】さよなら絶望先生
- 「林檎もぎれビーム!」（OP）（第1話 - 第13話）
  - 作詞 - 大槻ケンヂ / 作曲・編曲 - NARASAKI
  - 歌 - 大槻ケンヂと絶望少女達（風浦可符香、木津千里、木村カエレ、関内・マリア・太郎、日塔奈美）
- 「絶望レストラン」（ED）（第1話 - 第9話、第13話）
  - 作詞 - 只野菜摘 / 作曲・編曲 - 橋本由香利
  - 歌 - 絶望少女達（小森霧、常月まとい、小節あびる、藤吉晴美）
- 「暗闇心中相思相愛」（ED）（第10話 - 第12話）
  - 作詞 - 只野菜摘 / 作曲・編曲 - 川田瑠夏
  - 歌 - 糸色望
- 「絶望先生えかきうた」（挿入歌）
  - 作詞 - 久米田康治 / 作曲 - 長谷川智樹
  - 歌 - 下記の「えかきうた」の欄参照。
  - 『俗・絶望劇伴撰集』収録。
- 「強引niマイYeah〜」（第十一話Aパート挿入歌）
  - 作詞 - 村野直球 / 作曲・編曲 - 川田瑠夏
  - 歌 - 絶望少女達（風浦可符香、木津千里、木村カエレ、日塔奈美）
  - ギター - 宅見将典 / トランペット - エリック宮城 / トロンボーン - 中川英二郎 / サックス - 近藤和彦
  - 「人として軸がぶれている」のカップリング曲。
- 「プライベイト・レッスン」（第十二話DパートOP）
  - 作詞 - こだまさおり / 作曲・編曲 - 河合英嗣
  - 歌 - 木村カエレ
  - 「暗闇心中相思相愛」のカップリング曲。
- 「さよなら!絶望先生」（第十三話DパートED）
  - 作詞 - 大槻ケンヂ / 作曲・編曲 - NARASAKI
  - 歌 - 大槻ケンヂと絶望少女達（風浦可符香、木津千里、木村カエレ、日塔奈美）
  - 『かくれんぼか鬼ごっこよ』収録。

【懺・】さよなら絶望先生 番外地
- 「林檎もぎれビーム!」（OP）[注 12]
  - 作詞 - 大槻ケンヂ / 作曲・編曲 - NARASAKI
  - 歌 - 大槻ケンヂと絶望少女達（風浦可符香、木津千里、木村カエレ、関内・マリア・太郎、日塔奈美）
- 「絶望レストラン」（上ED）
  - 作詞 - 只野菜摘 / 作曲・編曲 - 橋本由香利
  - 歌 - 絶望少女達（小森霧、常月まとい、小節あびる、藤吉晴美）
- 「暗闇心中相思相愛」（下ED）
  - 作詞 - 只野菜摘 / 作曲・編曲 - 川田瑠夏
  - 歌 - 糸色望

さよなら絶望先生 Blu-ray BOXシリーズ
- 「メビウス荒野〜絶望伝説エピソード1」（テーマソング）
  - 歌 - 大槻ケンヂと絶望少女達（風浦可符香、木津千里、木村カエレ、関内・マリア・太郎、日塔奈美）

【懺・】さよなら絶望先生（Blu-ray BOX 記念盤）
- 「林檎もぎれビーム!」（OP）
  - 作詞 - 大槻ケンヂ / 作曲・編曲 - NARASAKI
  - 歌 - 大槻ケンヂと絶望少女達（風浦可符香、木津千里、木村カエレ、関内・マリア・太郎、日塔奈美）
- 「絶望レストラン」（ED）
  - 作詞 - 只野菜摘 / 作曲・編曲 - 橋本由香利
  - 歌 - 絶望少女達（小森霧、常月まとい、小節あびる、藤吉晴美）

## 各話リスト
さよなら絶望先生
| 話数 | サブタイトル                                                                          | 脚本         | 絵コンテ                   | 演出              | 作画監督                 |
| ---- | ------------------------------------------------------------------------------------- | ------------ | -------------------------- | ----------------- | ------------------------ |
| 1    | さよなら絶望先生                                                                      | 金巻兼一     | 福田道生                   | 宮本幸裕          | 山村洋貴                 |
| 2    | トンネルを抜けると白かった ※僕の前に人はいない僕の後ろに君はいる                      | 高山カツヒコ | 森義博                     | 森義博            | 古川英樹                 |
| 3    | その国を飛び越して来い ※僕たちは、どんなことがあっても 一緒に固まっていなければ駄目だ | 金巻兼一     | 龍輪直征 潮月一也          | 板村智幸          | 潮月一也                 |
| 4    | ヒジニモ負ケズ ヒザニモ負ケズ ※アンテナ立ちぬ いざ生きめやも                          | 高山カツヒコ | 田中穣                     | 飯村正之          | 田中穣                   |
| 5    | ※身のたけくらべ シミと毒だし                                                          | 高山カツヒコ | 山村洋貴 宮崎修治 清水慶太 | 吉田秀之          | 実原登                   |
| 6    | 見合う前に跳べ                                                                        | 久保田雅史   | 音間聞                     | 板村智幸          | 湖川友謙                 |
| 7    | ※仮名の告白 ある朝グレゴール・ザムザが目をさますと神輿を担いでいた                    | 高山カツヒコ | 森義博                     | 森義博            | 古川英樹                 |
| 8    | 私は宿命的に日陰者である ※それだから逃げるのだ ついて来い!フイロストラトス!           | 久保田雅史   | 福田道生                   | 鎌田祐輔          | 田中穣                   |
| 9    | 富士に月見草は間違っている ※証明しようと思っていた。今年の正月                        | 金巻兼一     | 鎌田祐輔                   | 吉田秀之          | 実原登                   |
| 10   | ※一人の文化人が羅生門の下で雨やどりしていた 生八ツ橋を焼かねばならぬ                  | 久保田雅史   | 福田道生                   | 宮本幸裕 板村智幸 | 西田美弥子 湖川友謙      |
| 11   | あれ不可よ 原作があるじゃないかね                                                     | 金巻兼一     | 森義博                     | 森義博            | 古川英樹                 |
| 12   | なんたる迷惑であることか!                                                             | 高山カツヒコ | 尾石達也                   | 飯村正之          | 大田和寛 田中穣 守岡英行 |

【俗・】さよなら絶望先生
| 話 数 | サブタイトル | 構成     | 絵コンテ          | 演出     | 作画監督                   |
| ----- | --- | -------- | ----------------- | -------- | -------------------------- |
| 1     | ほら、男爵の妄言 | 東富耶子 | 龍輪直征 宮本幸裕 | 宮本幸裕 | 大田和寛                   |
| 1     | 当組は問題の多い教室ですから どうかそこはご承知ください                                                               | 東富耶子 | 龍輪直征 宮本幸裕 | 宮本幸裕 | 大田和寛                   |
| 2     | まだ明け初めし前髪の                                                                                                  | 東富耶子 | 実原登 板村智幸   | 加藤顕   | 実原登                     |
| 2     | ティファニーで装飾を                                                                                                  | 東富耶子 | 実原登 板村智幸   | 加藤顕   | 古川英樹                   |
| 2     | 新しくない人よ 目覚めよ                                                                                               | 東富耶子 | 実原登 板村智幸   | 加藤顕   | 古川英樹                   |
| 3     | 十七歳ね 自分のシワをつかんで見たくない?                                                                              | 東富耶子 | 鎌田祐輔          | 鎌田祐輔 | 守岡英行                   |
| 3     | 義務と兵隊 | 東富耶子 | 鎌田祐輔          | 鎌田祐輔 | 日下岳史                   |
| 3     | さらっと言うな!とメロスはいきり立って反駁した                                                                         | 東富耶子 | 鎌田祐輔          | 鎌田祐輔 | 宮西多麻子                 |
| 4     | 路傍の絵師 | 東富耶子 | 中澤勇一          | 森義博   | 中澤勇一                   |
| 4     | 恥ずかしい本ばかり読んできました                                                                                      | 東富耶子 | 森義博            | 森義博   | 古川英樹                   |
| 4     | 薄めの夏 | 東富耶子 | 森義博            | 森義博   | 古川英樹                   |
| 5     | 文化系図 | 東富耶子 | 飯村正之          | 飯村正之 | 西田美弥子                 |
| 5     | 私はその人を常に残りものと呼んでいた                                                                                  | 東富耶子 | 湖川友謙          | 飯村正之 | 湖川友謙                   |
| 5     | 恩着せの彼方に | 東富耶子 | 龍輪直征          | 飯村正之 | 貞方希久子                 |
| 6     | 君 知りたもうことなかれ                                                                                               | 東富耶子 | 加藤顕            | 加藤顕   | 村松尚雄                   |
| 6     | 夢無し芳一の話 | 東富耶子 | 加藤顕            | 加藤顕   | 岡本健一郎                 |
| 6     | 隠蔽卒 | 東富耶子 | 加藤顕            | 加藤顕   | 村松尚雄                   |
| 7     | 百万回言われた猫 | 東富耶子 | 板村智幸          | 板村智幸 | 田中穣                     |
| 7     | 赤頭巾ちゃん、寝る 気をつけて                                                                                         | 東富耶子 | 錦織敦史          | 錦織敦史 | 錦織敦史                   |
| 7     | 津軽通信教育 | 東富耶子 | サムシング吉松    | 高橋正典 | サムシング吉松             |
| 8     | スパイナツプリン | 東富耶子 | 飯村正之          | 飯村正之 | 宮崎修治                   |
| 8     | 暴露の実の熟する時 | 東富耶子 | 飯村正之          | 飯村正之 | 岡本健一郎                 |
| 8     | 半分捕物帳 | 東富耶子 | 飯村正之          | 飯村正之 | 宮崎修治                   |
| 9     | 一人より女夫の方がええいうことでっしゃろ                                                                              | 東富耶子 | 富田浩章          | 富田浩章 | 日下岳史                   |
| 9     | 奥の抜け道 | 東富耶子 | 富田浩章          | 富田浩章 | 貞方希久子                 |
| 9     | 絶望ファイト - 絶望の大逆転戦法！ - 絶望ゲバゲバ地帯 - 絶望はパンチがお好き - この絶望の果て - くたびれ損の絶望もうけ | 東富耶子 | 今石洋之          | 小竹歩   | 芳垣祐介                   |
| 10    | 劣化流水 | 東富耶子 | 湖川友謙          | 鎌田祐輔 | 湖川友謙 田中穣 西田美弥子 |
| 10    | 痴人のアリ | 東富耶子 | 鎌田祐輔          | 鎌田祐輔 | 田中穣                     |
| 10    | 一見の條件 | 東富耶子 | 鎌田祐輔          | 鎌田祐輔 | 宮西多麻子                 |
| 11    | 黒い十二人の絶望少女                                                                                                  | 東富耶子 | 龍輪直征          | 宮本幸裕 | 西田美弥子 村山公輔        |
| 11    | 今月今夜この月が僕の涙で曇りますように                                                                                | 東富耶子 | 佐伯昭志          | 佐伯昭志 | 日下岳史                   |
| 12    | 着陸の栄え | 東富耶子 | 飯村正之          | 飯村正之 | 岡本健一郎                 |
| 12    | 或る女 役 | 東富耶子 | 飯村正之          | 飯村正之 | 清水慶太                   |
| 12    | 波に乗ってくるポロロッカ                                                                                              | 東富耶子 | 飯村正之          | 飯村正之 | 宮崎修治                   |
| 13    | 鎌倉妙本寺解雇 | 東富耶子 | 佐伯昭志          | 佐伯昭志 | 貞方希久子                 |
| 13    | 大導寺信輔の音声 | 東富耶子 | 板村智幸          | 板村智幸 | 山村洋貴                   |
| 13    | あにいもうと という前提で                                                                                             | 東富耶子 | 宮本幸裕          | 宮本幸裕 | 田中穣                     |

【獄・】さよなら絶望先生
|    | サブタイトル               | 構成 （脚本）     | 絵コンテ | 演出     | 作画監督                            |
| -- | -------------------------- | ----------------- | -------- | -------- | ----------------------------------- |
| 上 | あまい姫                   | 東富耶子 新房昭之 | 龍輪直征 | 宮本幸裕 | 古川英樹 村山公輔 山村洋貴 守岡英行 |
| 上 | 発禁抄                     | 東富耶子 新房昭之 | 山村洋貴 | 宮本幸裕 | 山村洋貴                            |
| 上 | 原型の盾                   | 東富耶子 新房昭之 | 龍輪直征 | 宮本幸裕 | 守岡英行                            |
| 註 | 曰く、過程の幸福は諸悪の本 | 東富耶子 新房昭之 | 龍輪直征 | 飯村正之 | 田中穣                              |
| 註 | 予言省告示                 | 東富耶子 新房昭之 | 飯村正之 | 飯村正之 | 伊藤良明 守岡英行                   |
| 註 | バラバラの名前             | 東富耶子 新房昭之 | 宮本幸裕 | 宮本幸裕 | 山村洋貴                            |
| 下 | 暗中問答                   | 東富耶子 新房昭之 | 龍輪直征 | 宮本幸裕 | 村山公輔                            |
| 下 | 負けたの草子               | 東富耶子 新房昭之 | 龍輪直征 | 飯村正之 | 田中穣                              |
| 下 | 一本昔ばなし               | （久米田康治）    | 龍輪直征 | 宮本幸裕 | 岩崎安利                            |

【懺・】さよなら絶望先生
| 話 数 | サブタイトル                                              | 絵コンテ       | 演出              | 作画監督                            |
| ----- | --------------------------------------------------------- | -------------- | ----------------- | ----------------------------------- |
| 1     | 落園への道                                                | 龍輪直征       | 宮本幸裕          | 守岡英行                            |
| 1     | 春の郵便配達は二度ベルを鳴らす                            | 龍輪直征       | 宮本幸裕          | 工藤裕加                            |
| 1     | 晒しが丘                                                  | 龍輪直征       | 宮本幸裕          | 山村洋貴                            |
| 2     | 持つ女                                                    | 飯村正之       | 飯村正之          | 田中穣                              |
| 2     | おろしや国タイム譚                                        | 飯村正之       | 飯村正之          | 山村洋貴 守岡英行 高野晃久 潮月一也 |
| 2     | 晒しが丘 パート2                                          | 龍輪直征       | 宮本幸裕          | 山村洋貴                            |
| 3     | ×の悲劇                                                   | 龍輪直征       | 龍輪直征          | 前田達之                            |
| 3     | 私は日本には帰りません そういう決心をできませんでした     | 龍輪直征       | 龍輪直征          | 田中穣                              |
| 3     | ドクトル・カホゴ                                          | 龍輪直征       | 宮本幸裕          | 工藤裕加                            |
| 4     | 余は如何にして真人間となりし乎                            | 板村智幸       | いわもとやすお    | 山縣亜紀                            |
| 4     | 祝系図                                                    | 板村智幸       | いわもとやすお    | 山縣亜紀                            |
| 4     | ドクトル・カホゴ パート2                                  | 龍輪直征       | 宮本幸裕          | 工藤裕加                            |
| 5     | 過多たたき                                                | 龍輪直征       | 所俊克            | 小林一三                            |
| 5     | アーとウルーとビィの冒険                                  | 龍輪直征       | 所俊克            | 中村直人 潮月一也                   |
| 5     | ライ麦畑で見逃して                                        | 龍輪直征       | 龍輪直征          | 近藤一英                            |
| 6     | マディソン郡のはしか                                      | 龍輪直征       | 近藤一英          | 原田峰文                            |
| 6     | 夜の多角形                                                | 龍輪直征       | 宮本幸裕          | 守岡英行 田中穣                     |
| 6     | ライ麦畑で見逃して パート2                                | 龍輪直征       | 宮本幸裕          | 岩崎安利                            |
| 7     | アンドロイドは機械の花嫁の夢を見るか                      | 龍輪直征       | 高橋正典          | 田中穣 青葉たろ                     |
| 7     | 将軍失格                                                  | 龍輪直征       | 高橋正典          | 潮月一也 中村直人 原田峰文 高野晃久 |
| 7     | あぁサプライズだよ、 と私はうつろに呟くのであった         | 板村智幸       | 龍輪直征          | 岩崎安利                            |
| 8     | あぁサプライズだよ、 と私はうつろに呟くのであった パート2 | 板村智幸       | 龍輪直征          | 岩崎安利                            |
| 8     | 告白縮緬組                                                | 龍輪直征       | 清水久敏          | 高野晃久 潮月一也 岩崎安利          |
| 8     | 最後の、そして始まりのエノデン                            | 劇団イヌカレー | 劇団イヌカレー    | 劇団イヌカレー                      |
| 9     | 尼になった急場                                            | 飯村正之       | 飯村正之          | 山縣亜紀                            |
| 9     | 三十年後の正解                                            | 飯村正之       | 飯村正之          | 田中穣 青葉たろ 岩崎安利            |
| 9     | ジェレミーとドラコンの卵                                  | 龍輪直征       | 宮本幸裕          | 小林一三                            |
| 10    | クラックな卵                                              | 近藤一英       | 近藤一英          | 原田峰文                            |
| 10    | 君よ知るや隣の国                                          | 近藤一英       | 近藤一英          | 原田峰文                            |
| 10    | ジェレミーとドラコンの卵 パート2                          | 龍輪直征       | 宮本幸裕          | 小林一三                            |
| 11    | 眼鏡子の家                                                | 高村彰         | 信田ユウ          | 鎌田均                              |
| 11    | 閉門ノススメ                                              | 龍輪直征       | 龍輪直征          | 小林一三                            |
| 11    | 学者アゲアシトリの見た着物                                | 高村彰         | 信田ユウ          | 前田達之                            |
| 12    | 三次のあと                                                | 鎌田祐輔       | 鎌田祐輔          | 北崎正浩                            |
| 12    | 葬られ損ねた秘密                                          | 鎌田祐輔       | 鎌田祐輔          | 田中穣                              |
| 12    | 閉門ノススメ パート2                                      | 龍輪直征       | 龍輪直征          | 小林一三                            |
| 12    | いけない! カエレ先生                                      | 龍輪直征       | 鎌田祐輔 宮本幸裕 | 村山公輔 岩崎安利                   |
| 13    | 誤字院原の敵討                                            | 近藤一英       | 近藤一英          | 原田峰文                            |
| 13    | われらライナス                                            | 飯村正之       | 宮本幸裕          | 青葉たろ                            |
| 13    | 楽天大賞                                                  | 龍輪直征       | 宮本幸裕          | 田中穣                              |
| 13    | 夜間きよ飛行                                              | 龍輪直征       | 宮本幸裕          | 岩崎安利                            |

【懺・】さよなら絶望先生 番外地
| 話 数 | サブタイトル                 | 絵コンテ | 演出     | 作画監督 |
| ----- | ---------------------------- | -------- | -------- | -------- |
| 上    | デモの意図                   | 龍輪直征 | 龍輪直征 | 田中穣   |
| 上    | 流行り短し走れよ乙女         | 高橋正典 | 高橋正典 | 岩崎安利 |
| 上    | 散る散る･満ちる              | 龍輪直征 | 宮本幸裕 | 青葉たろ |
| 下    | ウィルス将軍と三人兄弟の医者 | 龍輪直征 | 龍輪直征 | 田中穣   |
| 下    | 神さんが流されてきた         | 龍輪直征 | 清水久敏 | 山村洋貴 |
| 下    | 言葉のある世界               | 宮本幸裕 | 宮本幸裕 | 岩崎安利 |

【懺・】さよなら絶望先生（Blu-ray BOX 記念盤）
さよなら絶望先生 Blu-ray BOX化記念 全巻購入者特典用『完全新作話オリジナル Blu-ray DISC』に収録のエピソード。隠し映像として短編アニメも収録されている。
| 話 数          | サブタイトル               | 絵コンテ          | 演出       | 作画監督                              |
| -------------- | -------------------------- | ----------------- | ---------- | ------------------------------------- |
|                | 殺人現場に絶望が落ちていた | 龍輪直征 岩崎安利 | 岩崎安利   | 村山公輔 中澤男一 梶浦紳一郎 潮月一也 |
| ニャン京の基督 | 龍輪直征                   | 川畑喬            | 梶浦紳一郎 |                                       |
|                | かゆいところ               | 川畑喬            | 岩崎安利   | 山村洋貴                              |

## 放送局
| 対象地域 | 放送局             | 放送期間                                      | 放送日時                                          | 放送区分       | 備考                       |
| 第一期   | 第一期             | 第一期                                        | 第一期                                            | 第一期         | 第一期                     |
| -------- | ------------------ | --------------------------------------------- | ------------------------------------------------- | -------------- | -------------------------- |
| 神奈川県 | tvk                | 2007年7月7日 - 9月22日                        | 土曜 24時30分 - 25時00分                          | 独立UHF局      |                            |
| 千葉県   | チバテレビ         | 2007年7月8日 - 9月23日                        | 日曜 23時30分 - 24時00分                          | 独立UHF局      |                            |
| 埼玉県   | テレ玉             | 2007年7月8日 - 9月23日                        | 日曜 25時00分 - 25時30分                          | 独立UHF局      |                            |
| 兵庫県   | サンテレビ         | 2007年7月9日 - 9月24日                        | 月曜 24時00分 - 24時30分                          | 独立UHF局      |                            |
| 東京都   | TOKYO MX           | 2007年7月9日 - 9月24日                        | 月曜 25時30分 - 26時00分                          | 独立UHF局      |                            |
| 愛知県   | テレビ愛知         | 2007年7月9日 - 7月30日 2007年8月6日 - 9月24日 | 月曜 26時13分 - 26時43分 月曜 26時05分 - 26時35分 | テレビ東京系列 |                            |
| 京都府   | KBS京都            | 2007年7月11日 - 9月26日                       | 水曜 25時30分 - 26時00分                          | 独立UHF局      |                            |
| 日本全国 | キッズステーション | 2007年7月25日 - 10月10日                      | 水曜 24時00分 - 24時30分                          | CS放送         | リピート放送あり           |
| 第二期   |                    |                                               |                                                   |                |                            |
| 神奈川県 | tvk                | 2008年1月5日 - 3月29日                        | 土曜 24時30分 - 25時00分                          | 独立UHF局      |                            |
| 千葉県   | チバテレビ         | 2008年1月6日 - 3月30日                        | 日曜 23時30分 - 24時00分                          | 独立UHF局      |                            |
| 埼玉県   | テレ玉             | 2008年1月6日 - 3月30日                        | 日曜 25時00分 - 25時30分                          | 独立UHF局      |                            |
| 兵庫県   | サンテレビ         | 2008年1月7日 - 3月31日                        | 月曜 24時00分 - 24時30分                          | 独立UHF局      |                            |
| 東京都   | TOKYO MX           | 2008年1月7日 - 3月31日                        | 月曜 25時30分 - 26時00分                          | 独立UHF局      |                            |
| 愛知県   | テレビ愛知         | 2008年1月7日 - 3月31日                        | 月曜 26時05分 - 26時35分                          | テレビ東京系列 |                            |
| 京都府   | KBS京都            | 2008年1月9日 - 4月2日                         | 水曜 25時30分 - 26時00分                          | 独立UHF局      |                            |
| 日本全国 | BS11               | 2008年1月11日 - 4月4日                        | 金曜 24時30分 - 25時00分                          | BS放送         | 「ANIME+」枠 第1期は未放送 |
| 日本全国 | キッズステーション | 2008年1月23日 - 4月16日                       | 水曜 24時00分 - 24時30分                          | CS放送         | リピート放送あり           |
| 第三期   |                    |                                               |                                                   |                |                            |
| 神奈川県 | tvk                | 2009年7月4日 - 9月26日                        | 土曜 24時30分 - 25時00分                          | 独立UHF局      |                            |
| 千葉県   | チバテレビ         | 2009年7月5日 - 9月27日                        | 日曜 23時30分 - 24時00分                          | 独立UHF局      |                            |
| 埼玉県   | テレ玉             | 2009年7月5日 - 9月27日                        | 日曜 25時00分 - 25時30分                          | 独立UHF局      |                            |
| 兵庫県   | サンテレビ         | 2009年7月6日 - 9月28日                        | 月曜 24時00分 - 24時30分                          | 独立UHF局      |                            |
| 東京都   | TOKYO MX           | 2009年7月6日 - 9月28日                        | 月曜 25時30分 - 26時00分                          | 独立UHF局      |                            |
| 愛知県   | テレビ愛知         | 2009年7月7日 - 9月29日                        | 火曜 25時28分 - 25時58分                          | テレビ東京系列 |                            |
| 京都府   | KBS京都            | 2009年7月8日 - 9月30日                        | 水曜 25時00分 - 25時30分                          | 独立UHF局      |                            |
| 日本全国 | BS11               | 2009年7月10日 - 10月2日                       | 金曜 24時30分 - 25時00分                          | BS放送         | 「ANIME+」枠               |
| 日本全国 | AT-X               | 2009年8月27日 - 11月19日                      | 木曜 11時30分 - 12時00分                          | CS放送         | リピート放送あり           |

## 映像ソフト・関連商品

### DVD
さよなら絶望先生
- さよなら絶望先生 第一集特装版（2007年9月26日発売）
- さよなら絶望先生 第二集特装版・第一集通常版（2007年10月24日発売）
- さよなら絶望先生 第三集特装版・第二集通常版（2007年11月21日発売）
- さよなら絶望先生 第四集特装版・第三集通常版（2007年12月26日発売）
- さよなら絶望先生 第四集通常版（2008年1月23日発売）

特装版と通常版をそれぞれ全4巻で発売。各巻3話ずつ収録。特装版は特典として絶望デジパック仕様であり、加えて「絶望エンドカード」と「絶望カルタカード」が封入されている。
さよなら絶望先生 序〜絶望少女撰集〜
総集編DVD第1弾として2008年1月1日に発売。単行本第一集、第二集の中から風浦可符香、小森霧、常月まとい、小節あびる、木村カエレ、木津千里、関内・マリア・太郎、日塔奈美の初登場話全8話を収録（奈美のみ不登校中の様子を描くオリジナルエピソード）。第一期を基にしているが、各話の構成やネタ、設定がより原作に忠実なものとなっている。そのため、新規カットの追加や音声の再録など大きく手の加えられたものとなっている。
BS11デジタルでは2008年1月4日に『絶望少女撰集（BS11 Ver.）』として可符香、霧、千里、奈美の話を放送。また、この回のエンドカードは小林ゆうが担当している。
【俗・】さよなら絶望先生
- 【俗・】さよなら絶望先生 第一集特装版（2008年3月26日発売）
- 【俗・】さよなら絶望先生 第二集特装版・第一集通常版（2008年4月23日発売）
- 【俗・】さよなら絶望先生 第三集特装版・第二集通常版（2008年5月21日発売）
- 【俗・】さよなら絶望先生 第四集特装版・第三集通常版（2008年6月25日発売）
- 【俗・】さよなら絶望先生 第四集通常版（2008年7月23日発売）

さよなら絶望先生 序〜俗・絶望少女撰集〜　
総集編DVD第2弾として、2008年8月27日に発売。第一期の各話から風浦可符香（前巻とは別の回）、音無芽留、藤吉晴美、加賀愛、三珠真夜の初登場話と第一期期第五話Bパート「シミと毒出し」（原作より）の全6話を収録。特典映像として、全ての「絶望文学集」（時間配分が多いバージョン）と第二期第六話Bパート「隠蔽卒」のオリジナルキャスト版を収録。
【獄・】さよなら絶望先生（OAD）
- 【獄・】さよなら絶望先生 上 - 単行本第十五集初回限定版（2008年10月17日発売）に付属
- 【獄・】さよなら絶望先生 註 - 2008年12月10日発売
- 【獄・】さよなら絶望先生 下 - 単行本第十六集初回限定版（2009年2月17日発売）に付属

価格は上・下は「さよなら」の語呂合わせで3470円、註は4725円。
【懺・】さよなら絶望先生
- 【懺・】さよなら絶望先生 第一集特装版（2009年9月30日発売）
- 【懺・】さよなら絶望先生 第二集特装版・第一集通常版（2009年10月21日発売）
- 【懺・】さよなら絶望先生 第三集特装版・第二集通常版（2009年11月26日発売）
- 【懺・】さよなら絶望先生 第四集特装版・第三集通常版（2009年12月23日発売）
- 【懺・】さよなら絶望先生 第四集通常版（2010年1月27日発売）

【懺・】さよなら絶望先生 番外地（OAD）
- 【懺・】さよなら絶望先生 番外地 上 - 単行本第十九集初回限定版（2009年11月17日発売）に付属
- 【懺・】さよなら絶望先生 番外地 下 - 単行本第二十集初回限定版（2010年2月17日発売）に付属

価格は前回のOADシリーズと同じく「さよなら」の語呂合わせで3470円。

### Blu-ray BOX
さよなら絶望先生　Blu-ray BOX（2011年3月23日発売）
TVシリーズ第1期全12話を収録。
【俗・】さよなら絶望先生 Blu-ray BOX（2011年5月25日発売）
TVシリーズ第2期全13話に加え『さよなら絶望先生　序〜絶望少女撰集〜』、『さよなら絶望先生〜俗・絶望少女撰集』を収録。
【懺・】さよなら絶望先生 Blu-ray BOX（2011年7月27日発売）
TVシリーズ第3期全13話と『獄・さよなら絶望先生』 上・註・下、『懺・さよなら絶望先生』番外地の上・下巻を収録。
さよなら絶望先生 Blu-ray BOX 記念盤（2012年1月31日・非売品）
Blu-ray BOX全巻購入特典。

### CD
さよなら絶望先生
いずれも初回限定では「絶望エンドカード」が封入されている。
- さよなら絶望先生 オープニングテーマ「人として軸がぶれている」（2007年8月22日発売）
- さよなら絶望先生 エンディングテーマ「絶世美人」（2007年9月26日発売）
- さよなら絶望先生 あゝ、文化的… オリジナルサウンドトラック「絶望劇伴撰集」（2007年10月24日発売）
- さよなら絶望先生 キャラクターソングアルバム「絶望歌謡大全集」（2007年11月21日発売）
- さよなら絶望先生 ドラマCD「絶望劇場」（2008年1月16日発売）

【俗・】さよなら絶望先生
いずれも初回限定では「絶望エンドカード」が封入されている。
- 【俗・】さよなら絶望先生 オープニングテーマ「空想ルンバ」（2008年1月23日発売）
- 【俗・】さよなら絶望先生 エンディングテーマ「マリオネット」（2008年2月27日発売）
- オリジナルサウンドトラック「【俗・】絶望劇伴撰集」（2008年3月26日発売）
- さよなら絶望先生シリーズ 歌モノ傑作撰集「絶望大殺界」（2008年5月14日発売）

【懺・】さよなら絶望先生
いずれも初回限定では「絶望エンドカード」が封入されている。
- 【懺・】さよなら絶望先生 オープニングテーマ「林檎もぎれビーム!」（2009年7月23日発売）
- 【懺・】さよなら絶望先生 第一エンディングテーマ「絶望レストラン」（2009年8月5日発売）
- 【懺・】さよなら絶望先生 第二エンディングテーマ「暗闇心中相思相愛」（2009年8月26日発売）
- 【懺・】さよなら絶望先生 キャラクターソングアルバム「絶望歌謡大全集2」（2009年9月30日発売）
- オリジナルサウンドトラック「【懺・】絶望劇伴撰集」（2009年10月21日発売）

さよなら絶望先生Blu-ray BOX
- テーマソング「メビウス荒野～絶望伝説エピソード1」（2011年4月23日発売）

大槻ケンヂと絶望少女達
- ファーストアルバム「かくれんぼか鬼ごっこよ」（2008年12月10日発売）

### 書籍
- TV ANIMATION 【俗・】さよなら絶望先生 絶望案内正本（OFFICIAL FANBOOK制作スタッフ著、2008年2月15日発売、ISBN 978-4-06-375450-6）
- TV ANIMATION 【懺・】さよなら絶望先生 絶望読本（OFFICIAL FANBOOK制作スタッフ著、2009年12月17日発売、ISBN 978-4-06-375801-6）
- さよなら絶望先生全書（ANIMESTYLE ARCHIVE）（小黒祐一郎編、2011年5月2日発売、ISBN 978-4-902948-08-0）

### モバイル
- 「俗・さよなら絶望先生」オリジナル着信ボイス（2008年3月29日発売）
- 「獄・さよなら絶望先生」きせかえ（2008年12月10日発売）
- カードコレクションゲーム『嫁コレ』（2013年3月1日発売）